# جلان سكوت
جلان سكوت (بالإنجليزية: Glen Scott)‏ هو كاتب أغاني بريطاني، ولد في 29 أغسطس 1973.

## وصلات خارجية
- جلان سكوت على موقع IMDb (الإنجليزية)
- جلان سكوت على موقع ميوزك برينز (الإنجليزية)
- جلان سكوت على موقع ديسكوغز (الإنجليزية)